# 696 هـ
696 هـ هي سنة في التقويم الهجري امتدت مقابلةً في التقويم الميلادي بين سنتي 1296 و1297.

## مواليد
- عبد القادر القرشي
- يوسف محمد مسعود السرمري
- اليافعي

## وفيات
- صلاح الدين بن يوسف الكحال

- ياقوت المستعصمي - خطّاط شهير وكاتب وأديب من بغداد.
- إبراهيم الدسوقي، صوفي مصري وصاحب الطريقة الدسوقية (ولد 653 هـ)